# Peperomia rhomboidea
Peperomia rhomboidea är en pepparväxtart som beskrevs av Hook. & Arn.. Peperomia rhomboidea ingår i släktet peperomior, och familjen pepparväxter. Inga underarter finns listade i Catalogue of Life.